# Currito de arrabal
Currito de arrabal fue el nombre de una historieta mexicana de la década de 1950, con dibujos y argumento de Rafael Araiza. Se publicó por Publicaciones José G. Cruz desde 1955 hasta finales de esa misma década. Fue una obra melodramática, que tenía como trama la tauromaquia y la extrema pobreza.

## Argumento
El protagonista es Marcial, un niño hijo de una tamalera que vive en una vecindad de la colonia Peralvillo, una zona marginal de la Ciudad de México. Su madre es viuda de un soldado villista de la Revolución. La pobreza se exprime constantemente como recurso argumental y se refleja sin concesiones: Marcial anda descalzo y tiene que trabajar, mientras que su madre se viste con ropa barata y se ve obligada a realizar grandes esfuerzos para sobrellevar la vida, vendiendo tamales y lavando ropa ajena. La pasión de Marcial son los toros, y luchará por llegar a ser un gran torero y salir de la miseria, para ser conocido como el Currito de arrabal.
- Datos: Q5681964